# David Baddiel
David Lionel Baddiel (n. 28 mai 1964, New York City, New York, SUA) este un actor de comedie, scriitor și prezentator de televiziune britanic.
Este cunoscut pentru colaborarea cu Rob Newman în cadrul sketch-ului de comedie The Mary Whitehouse Experience, dar și pentru parteneriatul cu Frank Skinner.
A publicat patru romane: Time for Bed (1996), Whatever Love Means (2002), The Secret Purposes (2006) și The Death of Eli Gold (2011).
La numai patru luni, se mută cu părinții săi, evrei americani, în Regatul Unit.
Tatăl său, Colin Brian Baddiel, era un chimist de origine galeză care a lucrat la Unilever, iar mama sa, Sarah, a fost o refugiată germană, care a venit în 1939 în Regatul Unit pentru a scăpa de prigoana nazistă.
David Baddiel mai are doi frați, el fiind cel mijlociu.
A crescut în cartierul londonez Dollis Hill și a urmat școala evreiască North West London Jewish Day School, apoi Haberdashers' Aske's Boys' School din Elstree (Hertfordshire) și a intrat la King's College din Cambridge.
Are doi copii: un băiat (născut în 2004) și o fată, Morwenna Banks (născută în 2001), devenită și ea actriță de comedie.
Este activ la diverse acțiuni caritabile, fiind conducătorul organizației Campaign Against Living Miserably, care militează pentru reducerea ratei sinuciderilor.